# Robert Hervet
Pour les articles homonymes, voir Hervet.
Robert Hervet, né le 28 décembre 1911 à Paris 8e et mort le 25 juin 1996 à Saint-Georges-d'Oléron (Charente-Maritime), inspecteur de la jeunesse et des sports, est un écrivain et journaliste français spécialisé dans le sport.

## Biographie
Robert Hervet nait le 28 décembre 1911 à Paris 8e. Il meurt le 25 juin 1996 à Saint-Georges-d'Oléron.

### Carrière professionnelle
Maître d’éducation physique issu de l’école du Fort Carré d’Antibes il obtient ensuite par équivalence le titre d'inspecteur de la jeunesse et des sports.

### Engagements associatifs
Membre de la Nicolaïte de Chaillot où il anime l'athlétisme et le théâtre, il accède à la présidence de 1953 à 1964,.
Membre dès 1942 de la Commission sportive de France de la Fédération gymnastique et sportive des patronages de France (FGSPF) il contribue à la rédaction du journal Les Jeunes lors des championnats et évènements fédéraux. Élu au comité directeur en 1953 il y siège jusqu’en 1965. À ce titre, il représente Gilbert Olivier, président de la Fédération sportive de France (FSF) aux championnats fédéraux FSF de gymnastique et de musique en 1962 à Troyes.
Il assure à un moment donné les secrétariats des deux organismes suivants :
- l'Association nationale pour la défense et le développement du sport, des activités physiques et du plein air[6] qui devient, en 1973, Comité français Pierre-de-Coubertin[H 3] ;
- le Groupement des entraîneurs d’athlétisme[H 4].

## Œuvre littéraire
L'anthologie 50 ans de poésie contemporaine éditée par Jean Grassin et préfacée par Gérard Mourgue précise que Robert Hervet « a publié une vingtaine d'ouvrages dont : L'escalier de fer », coécrit par Ferdinand Rodriguez, livre qui, en 1961, a obtenu le « prix littéraire de la Résistance ». S'y ajoutent « Monsieur de Coubertin », écrit en collaboration « avec André Senay » et « couronné par l'Académie française » ainsi que « trois recueils de poèmes : Surannées, Avec rimes et raisons, De braves genres ». Il y est en outre précisé que Robert Hervet « a collaboré aux Grandes Anthologies, à la revue Séquences et à l'Encyclopédie poétique ». Les mêmes informations sont également répertoriées dans Les poètes et l'esprit français de Jean Grassin et Jacques Mercklein.
Écrivain et journaliste sportif, Robert Hervet a collaboré à plus de 40 journaux de 1935 à 1962 parmi lesquels Le Soir, A la page,  La Croix.

### Publications en nom propre
- Robert Hervet (préf. François Hébrard), La FSF de 1898 à 1948, Paris, 1948, 173 p. (OCLC 66302325)[10]
- Robert Hervet, Marcel Hansenne : lauréat olympique, Paris, P.Dupont, 1949, 35 p.
- Robert Hervet, Les Chantiers de la jeunesse, Paris, France-Empire, 1962, 299 p.
- Robert Hervet, Paul Bernard, une valeur humaine, Paris, France-Empire, 1962
- Robert Hervet, Polynésie française, 1963
- Robert Hervet, Sport relaxe, Paris, La table ronde, coll. « L'Ordre du jour », 1964, 247 p. (ISBN 978-2-7103-2053-1, BNF 33041579)
- Robert Hervet, Les compagnons de France, Paris, France-Empire, 1965, 361 p.
- Robert Hervet, La liberté coutait cher à Cayenne, Paris, France-Empire, 1968, 295 p.
- Robert Hervet, Capitaine Rodriguez, Paris, Presses pocket, 1968, 314 p.
- Robert Hervet, Surannées[7] : croquis rimés, à compte d’auteur, 1980, 109 p. (BNF 34761337)
- Robert Hervet, Avec rimes et raisons[7], Paris, 1982, 68 p. (OCLC 690617766)
- Robert Hervet, De braves genres[7], Nîmes, Les presses du Castellum, 1987, 111 p., couverture crayon de Jean-Michel Jouany (OCLC 690551527)

### Articles
- Robert Hervet, « Le sport olympique n°1 manque de bras, de jambes et de têtes », Cahiers techniques et pédagogiques INS, no 12,‎ novembre-décembre 1950, pp. 6-7[H 9]
- Robert Hervet, « Pas de sorcellerie en athlétisme », Cahiers techniques et pédagogiques INS, no 21,‎ mai-juin 1952, pp. 21-22[H 10]
- Robert Hervet, « Le deuil persistant de notre athlétisme », Sport mondial, no 32,‎ octobre 1958, pp. 22-23[H 11]
- Robert Hervet, Sport mondial (no 116), octobre 1966, p. 15[H 12]
- Robert Hervet, « Trac sportif et maîtrise de soi », L'Athlétisme : organe officiel de la Fédération française d'athlétisme,‎ août 1950, p. 2 (lire en ligne)

### Collaborations
- Robert Hervet et Pierre Bourgès, L'entraîneur, collection La Frégate, no 22,, Paris, maison de la bonne presse, 1948, 125 p.
- André Senay et Robert Hervet (préf. Édouard Herriot), Monsieur de Coubertin, Paris, S.E.S., 1956 (réimpr. 1960 (BNF 3317238) aux éditions Points et contrepoints), 191 p., [SUDOC 020930909] (OCLC 490780733, BNF 32626104)Prix Amic de l'Académie française en 1957[8],[11],[N 1].
- Ferdinand Édouard Rodriguez et Robert Hervet, L'escalier de fer, Paris, France-Empire, 1958, 303 p., prix littéraire de la Résistance[1] 1961 décerné par le Comité d'action de la Résistance (CAR)[12] (BNF 32578333)Le capitaine Rodriguez a offert le montant de son prix aux œuvres sociales de la Résistance[13].
- Robert Hervet et Ferdinand Rodriguez, L'escalier sans retour, Paris, France-Empire, 1984, 238 p. (ISBN 2-7048-0379-X, BNF 34761018) (réédition 1984 de L'escalier de fer).
- Robert Hervet et Daniel Rost, Un sous-marinier, Paris, France-Empire, 1960, 300 p.
- Robert Hervet et André Girard, Le temps de la méprise, Paris, France-Empire, 1965, 284 p.
- Robert Hervet et Françoise Meifredy, Missions sans frontières, Paris, France-Empire, 1966, 319 p.
- Robert Hervet et Jean Damascène de Lajavie, Prêtre ouvrier clandestin, Paris, France-Empire, 1967, 234 p.
- Robert Hervet et François Romerio, Le Métier de magistrat, Paris, France-Empire, 1976, 286 p.
- Robert Hervet et Albert Vogel, Le Champ du corps : à ceux qui participent et vainquent peu, Paris, Chiron, 1979, 214 p., la couverture porte en plus : manuel du supporter insupportable (BNF 34657728)
- Robert Hervet et Léon-Yves Bohain, La marche : de la randonnée à la compétition, Paris, Vigot, coll. « Sports Plus Enseignement », 1982, 166 p. (BNF 34743201)

## Citations
« On  saura si l’homme de l’an 3000 est physiquement supérieur à l’homme de 1950 grâce à l’athlétisme, à la natation et à l’haltérophilie. Ce sont des  sports  exacts,  ce  sont  des  sports  tests.  Les  autres  branches  laissent  trop  de  place  à  la comparaison  arbitraire.  En  conséquence,  l’athlétisme  doit  être  à  la  base  de  l’orientation athlétique. »

— Robert Hervet, Cahiers techniques et pédagogiques INS

« Le record n’est pas une forme d’esthétique. Ce n’est même pas l’art abstrait. Rien ne vaut une exhibition athlétique sans chronomètre, mais jolie. »

— Robert Hervet, Sport mondial

« Lorsque Marcel Cerdan montait sur le ring, masque tendu et blême, parfois verdâtre, il savait qu'il n'incarnait pas le rôle de Dupont, imaginé par l'auteur Dubois. Cerdan, boxeur, défendait la réputation de Cerdan. Dépouillé de tout artifice, sans maquillage, sans travesti, sans attitude avantageuse ou avantagée, il se livrait tel quel, seul, devant son public et devant son adversaire. »

— Robert Hervet, L'Athlétisme